# Il Cinema Ritrovato

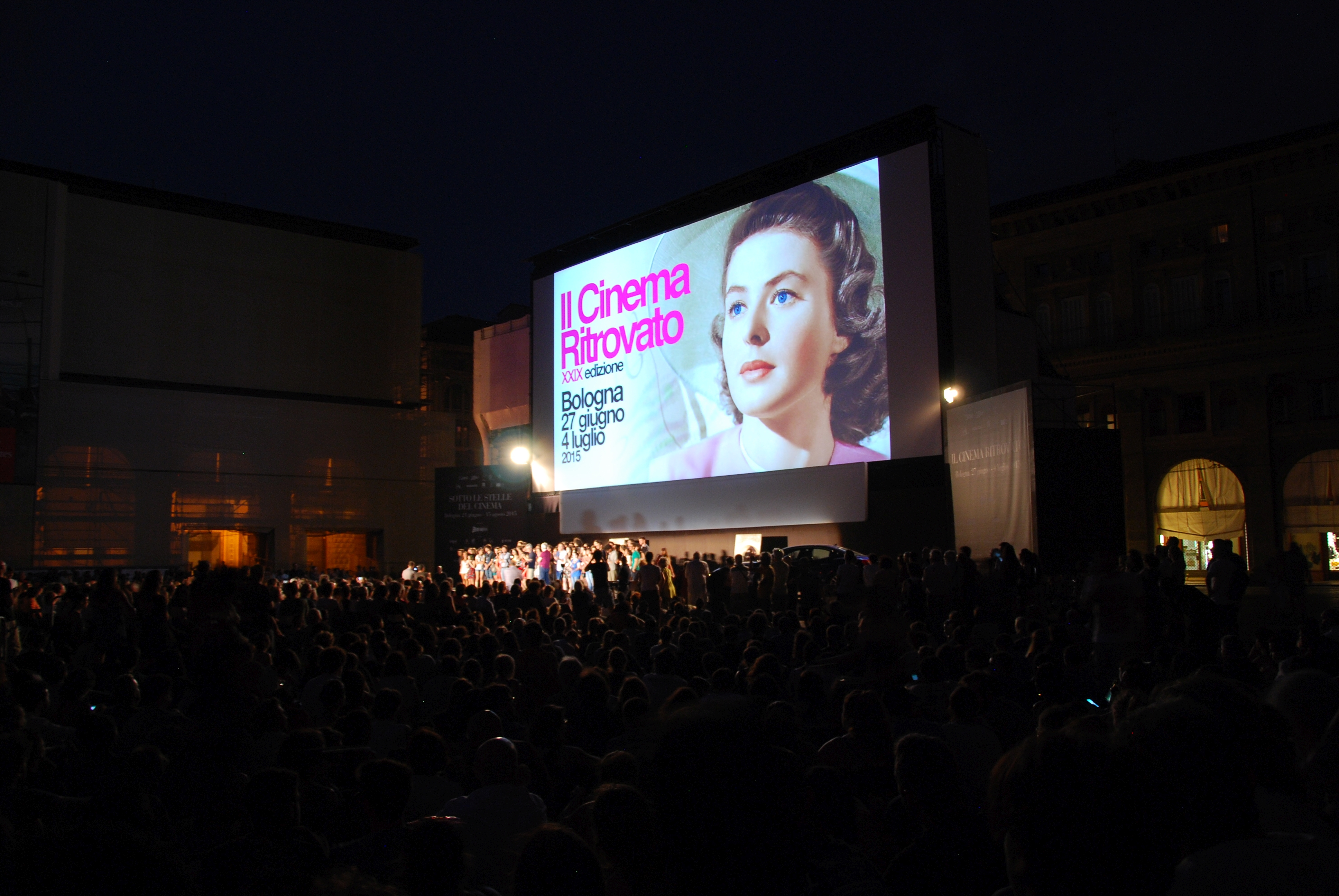
Edición del festival de 2015

Il Cinema Ritrovato es un festival de cine internacional, que tiene lugar en Bolonia, Italia, y que está consagrado a la presentación de películas que se consideraban inencontrables o que se creían perdidas, y que provienen de filmotecas de todo el mundo. 
Fue fundado en 1986 por la Filmoteca de Bolonia (Cineteca di Bologna) y se celebra todos los años desde finales de junio hasta principios de julio. Las proyecciones se realizan en diversos lugares del centro histórico.